# Lista de rodovias do Paraguai

Rotas nacionais do Paraguai desde 2019.

As rotas nacionais do Paraguai são as mais importantes rotas terrestres existentes da República do Paraguai, nas quais se conectam às localidades mais importantes do país. A maioria das estradas são pavimentadas, mas algumas ainda são parcial ou totalmente de terra.
Atualmente existem 22 rotas nacionais que são as mais importantes, que ligam os distritos mais importantes do país entre si e também ao exterior.

## Rotas Nacionais (2019–presente)
Desde 2019, as rotas nacionais do Paraguai são constituídas da seguinte forma:
| Rota      | Início                                       | Fim                                                       | Departamentos por onde atravessa                                   | Seção existente                                                           | Seção a ser construída                            | Extensão (km) | Pedágios                                        | Mapa |
| --------- | -------------------------------------------- | --------------------------------------------------------- | ------------------------------------------------------------------ | ------------------------------------------------------------------------- | ------------------------------------------------- | ------------- | ----------------------------------------------- | ---- |
| Rota PY01 | Asunción                                     | Encarnación                                               | Central, Paraguarí, Misiones, Itapúa.                              | Concluído.                                                                | Nenhum.                                           | 382           | Itá Caapucú Coronel Bogado                      |      |
| Rota PY02 | Asunción                                     | Ciudad del Este                                           | Central, Cordillera, Caaguazú, Alto Paraná.                        | Concluído.                                                                | Nenhum.                                           | 343           | Ypacaraí Nueva Londres J. M. Frutos Minga Guazú |      |
| Rota PY03 | Asunción                                     | Salto del Guairá                                          | Central, Cordillera, San Pedro, Canindeyú.                         | Concluído.                                                                | Nenhum.                                           | 413           | Emboscada 25 de diciembre Guayaibí              |      |
| Rota PY04 | San Ignacio                                  | Fuerte Itapirú                                            | Misiones, Ñeembucú.                                                | Desde San Ignacio hasta Pilar.                                            | Desde Pilar até Fuerte Itapirú.                   | 193           |                                                 |      |
| Rota PY05 | Pedro Juan Caballero                         | Fortín Pilcomayo (Fronteira com a Argentina)              | Amambay, Concepción, Presidente Hayes.                             | Desde P. J. Caballero hasta Pozo Colorado.                                | Desde Pozo Colorado até Fortín Pilcomayo.         | 577           | Horqueta                                        |      |
| Rota PY06 | Encarnación                                  | Minga Guazú (Interseção PY02)                             | Itapúa, Alto Paraná.                                               | Concluído.                                                                | Nenhum.                                           | 248           | Trinidad Iruñá                                  |      |
| Rota PY07 | InterseçãoCap. Meza (PY06)                   | Pindoty Porá (Fronteira com Brasil)                       | Itapúa, Alto Paraná, Canindeyú.                                    | Desde Ñacunday até Pindoty Porá.                                          | Desde Capitán Meza até Ñacunday.                  | 417           | Mayor Otaño                                     |      |
| Rota PY08 | Coronel Bogado (Interseção PY01)             | Bella Vista Norte                                         | Itapúa, Caazapá, Guairá, Caaguazú, San Pedro, Concepción, Amambay. | Concluído.                                                                | Nenhum.                                           | 588           | Tacuara Río Verde                               |      |
| Rota PY09 | José Falcón                                  | Fortín Sgto. Rodríguez - Hito III (Fronteira com Bolivia) | Presidente Hayes, Boquerón.                                        | Concluído.                                                                | Nenhum.                                           | 780           | Pozo Colorado                                   |      |
| Rota PY10 | Naranjal                                     | Paraguarí                                                 | Alto Paraná, Guairá, Paraguarí.                                    | Concluído.                                                                | Nenhum.                                           | 242           |                                                 |      |
| Rota PY11 | Capitán Bado                                 | Antequera                                                 | Amambay, San Pedro.                                                | Concluído.                                                                | Nenhum.                                           | 227           |                                                 |      |
| Rota PY12 | Nueva Asunción                               | Pozo Hondo                                                | Presidente Hayes, Boquerón                                         | Até o parque nacional Tinfunqué.                                          | Desde o parque nacional Tinfunqué até Pozo Hondo. | 744           |                                                 |      |
| Rota PY13 | Paso Yobái                                   | Interseção PY17 (Fronteira com Brasil)                    | Guairá, Caaguazú, Canindeyú.                                       | Concluído.                                                                | Nenhum.                                           | 246           |                                                 |      |
| Rota PY14 | Bahía Negra                                  | Fortín Gabino Mendoza                                     | Alto Paraguay.                                                     | Nenhum.                                                                   | Concluído.                                        | 425           |                                                 |      |
| Rota PY15 | Carmelo Peralta                              | Pozo Hondo                                                | Alto Paraguay, Boquerón.                                           | Desde Carmelo Peralta até Loma Plata.                                     | Desde Loma Plata até Pozo Hondo.                  | 531           |                                                 |      |
| Rota PY16 | Fortín Mayor Ávalos                          | Hito VII (Fronteira com Bolivia)                          | Presidente Hayes, Boquerón, Alto Paraguay.                         | Concluído.                                                                | Alguns trechos.                                   | 497           | Teniente Montanía                               |      |
| Rota PY17 | Salto del Guairá                             | Pedro Juan Caballero                                      | Canindeyú, Amambay.                                                | Desde Capitán Bado até P. J. Caballero.                                   | Desde Salto del Guairá até Cap. Bado.             | 380           |                                                 |      |
| Rota PY18 | Mayor Otaño                                  | Villeta                                                   | Itapúa, Caazapá, Guairá, Paraguarí,Central.                        | Desde Villeta até Villarrica.                                             | Desde Villarrica até Mayor Otaño.                 | 358           |                                                 |      |
| Rota PY19 | Pilar                                        | Villeta                                                   | Ñeembucú, Central.                                                 | Concluído.                                                                | Nenhum.                                           | 202           |                                                 |      |
| Rota PY20 | San Patricio (Interseção PY01)               | Paso de Patria (Interseção PY04)                          | Misiones, Ñeembucú.                                                | Desde San Patricio até Yabebyry.                                          | Desde Yabebyry até Paso de Patria.                | 230           |                                                 |      |
| Rota PY21 | Puerto Indio                                 | Juan de Mena (Interseção PY03)                            | Alto Paraná, Caaguazú, Cordillera                                  | Vários trechos                                                            | Vários trechos                                    | 309           |                                                 |      |
| Rota PY22 | San Estanislao (Interseção PY03 - Rotatória) | San Lázaro                                                | San Pedro, Concepción.                                             | Desde San Estanislao até Villa del Rosario. Desde Concepción até Vallemí. | Desde Villa del Rosario até Belén.                | 424           |                                                 |      |

### Rotas departamentais (2020–presente)
Em maio de 2020, o Paraguai tinha 96 rotas departamentais. Abrange desde a Rota Departamental 001 até a Rota Departamental 096:
| Rota: | Departamentos                              | Início e fim                                                                                                  | Pedágios | Mapa |
| ----- | ------------------------------------------ | --- | -------- | ---- |
| D001  | Amambay - Concepción                       | Bella Vista Norte (Interseção PY08) - Pto. Itacua                                                             |          | Mapa |
| D002  | San Pedro - Concepción                     | Nueva Germania (Interseção Py11) - Interseção PY05                                                            |          |      |
| D003  | Amambay - San Pedro                        | Intersección PY17 (Capitán Bado) - Col. Río Verde (Interseção PY08)                                           |          |      |
| D004  | Canindeyu - San Pedro                      | Intersección PY13 (Distr. Curuguaty) - Barrio San Pedro (Interseção PY08)                                     |          |      |
| D005  | Canindeyu - San Pedro                      | Villa Ygatimi (Interseção PY13) - Gral. Resquin (Interseção PY08)                                             |          |      |
| D006  | Caaguazu - San Pedro - Canindeyu           | Interseção PY08 (Distr. Santa Rosa del Mbutuy) - Interseção PY03 (Distr. Yasy Kañy)                           |          |      |
| D007  | Alto Paraná - Caaguazu                     | Yguazu (Interseção PY02) Interseção PY21 - (Interseção Margarita)                                             |          |      |
| D008  | Caaguazu - San Pedro - Canindeyu           | Interseção PY13 (Distr. Vaquería) - Interseção PY03 (Distr. Yasy Kañy)                                        |          |      |
| D009  | Paraguari - Cordillera                     | Yaguaron (Interseção PY01) - Itapiru/Límite Dpto. San Pedro                                                   |          |      |
| D010  | Paraguari - Cordillera                     | Paraguari (Interseção PY01) - Piribebuy (Entroncamento PY02)                                                  |          |      |
| D011  | Paraguari - Cordillera                     | Intersección Py18 (Distr. Ybytimi) - Itacurubi De La Cordillera (Entroncamento PY02).                         |          |      |
| D012  | Cordillera - Central                       | Intersección PY19 (Entroncamento PY18) - Límite Dptal Central (Ypacarai PY02)                                 | Ecovía   |      |
| D013  | Guaira - Caaguazu                          | Fasardi (Interseção PY18) - Repatriación (Interseção PY13)                                                    |          |      |
| D014  | Guaira - Caaguazu                          | Colonia San Agustín (Interseção PY10) - Interseção PY02 (J. E. Estgarribia)                                   |          |      |
| D015  | Guaira - Caaguazu                          | Naville (Distr. de Mbocayaty - Interseção PY10) - Interseção PY02 (Distr. Cnel. Oviedo)                       |          |      |
| D016  | Caazapá - Guaira                           | Maciel (Interseção PY08) - Cnel. Martínez (Interseção PY10)                                                   |          |      |
| D017  | Guaira - Paraguari                         | Interseção PY08 (Distr. De Iturbe) - Caapucu (Interseção PY01)                                                |          |      |
| D018  | Paraguari - Guaira - Caaguazu - Cordillera | Tebicuary Mi (Interseção PY18) - Eusebio Ayala (Entroncamento PY02)                                           |          |      |
| D019  | Caaguazu - Canindeyu                       | Interseção PY13 (Distr. Vaquería) - Interseção PY03 (Distr. Curuguaty)                                        |          |      |
| D020  | Caazapá - Misiones                         | Yegros (Interseção PY08) - San Miguel (Interseção PY01)                                                       |          |      |
| D021  | Itapua - Caazapá                           | Pto. Triunfo (às margens do Río Paraná) - Interseção PY10 (Tuparenda)                                         |          |      |
| D022  | Itapua - Misiones                          | Cnel. Bogado (PY01) - Ayolas                                                                                  |          |      |
| D023  | Paraguari - Central                        | Paraguari (Interseção PY01) - Interseção PY03 (Asunción)                                                      |          | Mapa |
| D024  | Boqueron - Alto Paraguay                   | Interseção PY12 - Interseção PY14 (Fn. Capitán P. Lagerenza)                                                  |          |      |
| D025  | Central - Pdte Hayes                       | Interseção D066 Entroncamento Avda. Aviadores del Chaco - Interseção PY09                                     | Remanso  |      |
| D026  | Alto Paraná                                | Interseção PY07/Sta Fe del Paraná - Interseção D087 (Límite Dpto. Canindeyu)                                  |          |      |
| D027  | Central                                    | Ita Rotonda (Interseção PY01) - Interseção D066                                                               |          | Mapa |
| D028  | Concepción                                 | Loreto (Interseção PY22) - Sgto. J.F.López (Interseção D001)                                                  |          |      |
| D029  | Concepción                                 | Horqueta (Interseção PY05) - Belén (Interseção PY22)                                                          |          |      |
| D030  | Concepción                                 | Azotey (Interseção PY08) - Horqueta (Interseção PY05)                                                         |          | Mapa |
| D031  | Concepción                                 | Límite Dto. San Pedro (Interseção PY22) - Interseção PY05                                                     |          |      |
| D032  | San Pedro                                  | Interseção Liberación (Interseção PY08) - Itacurubi del Rosario (Interseção PY22)                             |          |      |
| D033  | San Pedro                                  | Tacuara (Interseção PY08) - San Estanislao (Interseção PY03)                                                  |          |      |
| D034  | San Pedro                                  | Interseção PY08 (Distr. Yataity del Norte) - Interseção PY03 (Distr. 25 de Diciembre)                         |          |      |
| D035  | San Pedro                                  | Interseção PY08 (Distr. De Tacuati) - Interseção PY22 (Distr. San Pedro del Ycuamandiyu)                      |          |      |
| D036  | Cordillera                                 | Entroncamento PY02/Itacurubi De La Cordillera - Arroyos Y Esteros (Interseção PY03)                           |          |      |
| D037  | Cordillera                                 | Entroncamento PY02 Caacupe - Emboscada/Entroncamento PY03                                                     |          |      |
| D038  | Cordillera                                 | Entroncamento D018 Isla Pucu - Tobati Entroncamento D009                                                      |          |      |
| D039  | Guaira                                     | San Salvador (Interseção PY18) - Interseção PY08 (Ita Ybu)                                                    |          |      |
| D040  | Caaguazu                                   | J. E. Estigarribia (Interseção PY02) - Nueva Toledo (Interseção PY21)                                         |          |      |
| D041  | Caaguazu                                   | Interseção PY02 (Distr. Dr. J. M. Frutos) - Interseção PY13 (Vaquería)                                        |          |      |
| D042  | Caaguazu                                   | Interseção PY13 - (Distr. Caaguazu) - Interseção PY08 (Distr. Cnel Oviedo)                                    |          |      |
| D043  | Caaguazu                                   | Interseção PY02 (Distr. J. D. Ocampos) - Nueva Toledo (PY21)                                                  |          |      |
| D044  | Caazapá                                    | Interseção PY08 (Distr. Yuty) - Tuna (Interseção PY10 )                                                       |          |      |
| D045  | Caazapá                                    | Interseção PY18 (Isla Yobai) - Caazapá (Interseção PY08) D016 Maciel                                          |          |      |
| D046  | Caazapá                                    | Límite Dpto. Itapua (Distr. San Juan Nepomuceno) - Interseção D044 (3 de Mayo)                                |          |      |
| D047  | Itapua                                     | Carmen del Paraná (Interseção PY01) - Interseção PY 06 (Distr. Pirapo)                                        |          |      |
| D048  | Itapua                                     | Trinidad (Interseção PY06) - San Pedro del Paraná (Interseção PY08)                                           |          |      |
| D049  | Itapua                                     | Pto. Hohenau (às margens do Río Paraná) - San Pedro del Paraná (Interseção PY08 )                             |          |      |
| D050  | Itapua                                     | Pto. Capitán Meza (às margens do Río Paraná) - Interseção D047 (Distr. Alto Vera)                             |          |      |
| D051  | Itapua                                     | Pto. Edelira (às margens do Río Paraná) - Interseção PY06 (Edelira 28)                                        |          |      |
| D052  | Itapua                                     | Pto. San Rafael del Paraná (às margens do Río Paraná) - Interseção PY18 (Naranjito)                           |          |      |
| D053  | Itapua                                     | Interseção PY07 (Distr. Carlos A. López) - Kresburgo (Interseção PY18)                                        |          |      |
| D054  | Itapua                                     | Nueva Alborada (Interseção PY06) - General Artigas (Interseção PY08)                                          |          |      |
| D055  | Itapua                                     | Distr. Alto Vera Interseção D050 - Límite Dptal Caazapá Distr. S.J. Nepomuceno                                |          |      |
| D056  | Misiones                                   | San Juan Bautista Misiones (Interseção PY01) - Ybyraty (Interseção PY04)                                      |          |      |
| D057  | Misiones                                   | Yabebyry (Interseção PY20) - San Ignacio (Interseção PY01)                                                    |          |      |
| D058  | Misiones                                   | Santiago (Interseção PY20) - Interseção PY01 (Ñacuti)                                                         |          |      |
| D059  | Misiones                                   | Interseção PY01 (Distr. De Santiago) - Interseção PY01 (Distr. De San Juan Bautista)                          |          |      |
| D060  | Paraguari                                  | Acahay (Interseção PY18) - Quiindy (Interseção PY01)                                                          |          |      |
| D061  | Paraguari                                  | Interseção PY18 (Distr. Acahay) - Sapucai (Interseção PY10)                                                   |          |      |
| D062  | Paraguari                                  | Mbuyapey - Acahay (Interseção PY18 )                                                                          |          |      |
| D063  | Alto Paraná                                | Los Cedrales (Interseção PY07) - Santa Rita (Interseção PY06)                                                 |          |      |
| D064  | Alto Paraná                                | Interseção PY07 (Ñacunday) - Interseção PY06 (Iruña )                                                         |          |      |
| D065  | Alto Paraná                                | Interseção PY10 (San Cristóbal) - Juan Oleary (Interseção PY02)                                               |          |      |
| D066  | Central                                    | Petropar (Puerto Pabla) - Interseção PY03 (Asunción)                                                          |          | Mapa |
| D067  | Central                                    | San Antonio (às margens do Río Paraguay) - Piquete Cue (às margens do Río Paraguay)                           |          | Mapa |
| D068  | Central                                    | Ypane (Interseção D070) - San Lorenzo (Interseção PY02)                                                       |          | Mapa |
| D069  | Central                                    | Ñemby (Interseção D067) - Interseção D066                                                                     |          |      |
| D070  | Central                                    | Interseção D071 - Aregua (Interseção D023)                                                                    |          |      |
| D071  | Central                                    | Interseção D027 Ex PY01 (J.A. Saldivar) - Villeta (às margens do Río Paraguay)                                |          | Mapa |
| D072  | Central                                    | Interseção PY18 (Nueva. Italia) - Capiata (Interseção PY02)                                                   |          |      |
| D073  | Central                                    | (Interseção PY01) Hugua Ñaro - (Interseção PY02) Itaugua                                                      |          |      |
| D074  | Central                                    | Cñia. Arrua-I (Distr. Ita) - (Cñia. Patiño) Interseção D023                                                   |          |      |
| D075  | Pdte Hayes                                 | Interseção PY03 (Puente Chaco-I) - Interseção PY 09 (Puente Chaco-I)                                          | Chaco-I  |      |
| D076  | Central                                    | Interseção PY02 - Interseção D012                                                                             |          |      |
| D077  | Ñeembucu                                   | Interseção PY20 (Distr. Desmochados) - Pilar (Interseção PY04)                                                |          |      |
| D078  | Ñeembucu                                   | Interseção PY04 (Cia. Estero Camba) - Interseção PY19 (Distr. San Juan del Ñeembucu)                          |          |      |
| D079  | Ñeembucu                                   | Gral. José E. Díaz (Interseção PY20) - Pilar (Interseção PY04)                                                |          |      |
| D080  | Ñeembucu                                   | Guazu Cua Interseção PY19 - (Distr. De Tacuara)                                                               |          |      |
| D081  | Ñeembucu                                   | Laureles (Interseção PY20) - Interseção D077 (Distr. Isla Umbu)                                               |          |      |
| D082  | Amambay                                    | Interseção PY05 (Cerro Cora) - Interseção D084                                                                |          |      |
| D083  | Amambay                                    | Interseção D003 (Capitán Bado) - Interseção PY05 (Cerro Cora)                                                 |          |      |
| D084  | Amambay                                    | Pedro Juan Caballero (Interseção PY05 Y PY17) - Interseção PY08 (Col. San José / Distr. De Bella Vista Norte) |          |      |
| D085  | Canindeyu                                  | F. C. Álvares (Interseção PY03 ) - Interseção PY13 (Distr. Villa Ygatimi)                                     |          |      |
| D086  | Canindeyu                                  | Pto. Adela (Embalse Itaipu) - Interseção PY17 (Col. Guavira)                                                  |          |      |
| D087  | Canindeyu                                  | Pto. Marangatu (Embalse Itaipu) - Interseção PY03 (Distr. De Curuguaty)                                       |          |      |
| D088  | Pdte Hayes                                 | Interseção PY09 (Pai Pucu) - Fortín Caballero (Interseção PY12)                                               |          |      |
| D089  | Pdte Hayes                                 | Pto. Pinasco (às margens do Río Paraguay) - Interseção PY09 (Zalazar)                                         |          |      |
| D090  | Pdte Hayes                                 | Interseção PY05 (Interseção Douglas) - Interseção PY09 (Interseção Pioneros)                                  |          |      |
| D091  | Boqueron                                   | Neuland Interseção PY16 - Interseção PY12 (Fortín Joel Estigarribia)                                          |          |      |
| D092  | Boqueron                                   | Madrejoncito Interseção PY16 - Interseção PY12 (Fortín Joel Estigarribia)                                     |          |      |
| D093  | Boqueron                                   | Interseção PY15 (Loma Plata) - Interseção PY09 (Interseção Filadelfia)                                        |          |      |
| D094  | Alto Paraguay                              | Interseção D095 (Bahía Negra) - Fortín Lagerenza I (Interseção PY14)                                          |          |      |
| D095  | Alto Paraguay                              | (Interseção PY15) Carmelo Peralta- Interseção PY14 (Bahía Negra)                                              |          |      |
| D096  | Alto Paraguay                              | Distr. Fuerte Olimpo.Frontera Con Brasil - (Interseção PY16)                                                  |          |      |

## Antiga rede rodoviária do Paraguai (1962–2019)
Até 2019, a malha rodoviária do Paraguai era constituída da seguinte forma:
| Rodovia | Nome Oficial                     | Início e fim                                                 | Extensão (km) |
| ------- | -------------------------------- | ------------------------------------------------------------ | ------------- |
| Rota 1  | Mcal. Francisco Solano López     | Assunção - Encarnación (Itapúa)                              | 370           |
| Rota 2  | Mcal. José Félix Estigarribia    | Assunção - Coronel Oviedo (Caaguazú)                         | 132           |
| Rota 3  | Gral. Elizardo Aquino            | Assunção - Bella Vista (Amambay)                             | 476           |
| Rota 4  | Gral. José Eduvigis Díaz         | San Ignacio (Misiones) - Paso de Patria (Ñeembucú)           | 197           |
| Rota 5  | Gral. Bernardino Caballero       | Pozo Colorado (Pte. Hayes) - Pedro J. Caballero (Amambay)    | 355           |
| Rota 6  | Dr. Juan León Mallorquín         | Encarnación (Itapúa) - Minga Guazú (Alto Paraná)             | 247           |
| Rota 7  | José Gaspar Rodríguez de Francia | Coronel Oviedo (Caaguazú) - Ciudad del Este (Alto Paraná)    | 193           |
| Rota 8  | Dr. Blas Garay                   | Coronel Bogado (Itapúa) - San Estanislao (San Pedro)         | 320           |
| Rota 9  | Pte. Carlos Antonio López        | Assunção - Gral.Eugenio A. Garay (Boquerón)                  | 835           |
| Rota 10 | Las Residentas                   | Villa del Rosario (San Pedro) - Salto del Guairá (Canindeyú) | 326           |
| Rota 11 | Juana de Lara                    | San Pedro (San Pedro) - Capitán Bado (Amambay)               | 228           |
| Rota 12 | Vice Presidente Sánchez          | Assunção - Campo Alegre (Pte. Hayes)                         | 185           |